# Noshiro
Noshiro (能代市?) è una città giapponese della prefettura di Akita.